# Alt alemany inferior

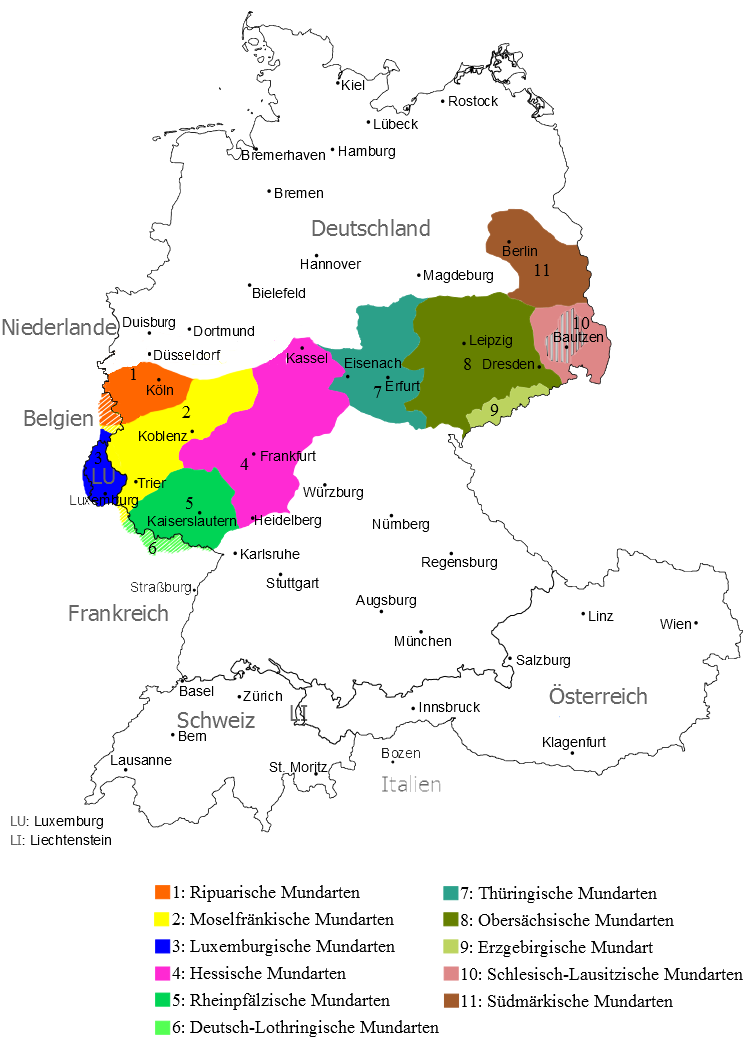
Dialectes de l'alemany central

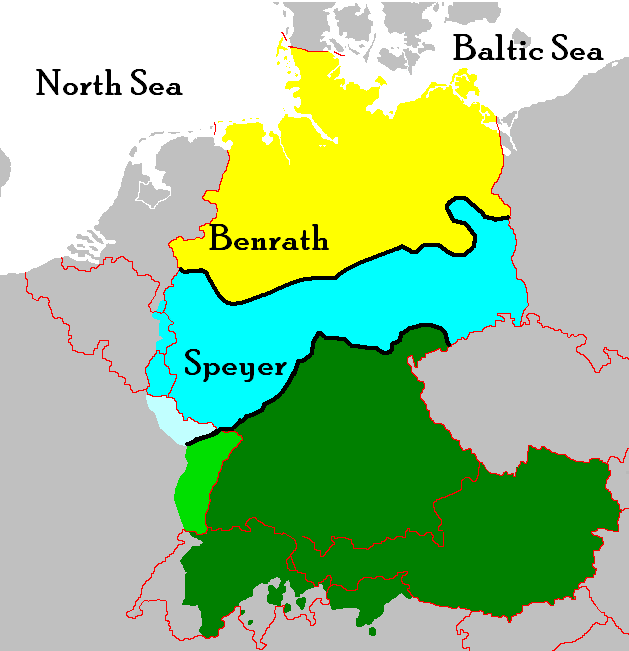
L'alt alemany se subdivideix en alemany superior (verd) i alemany central (blau), i es distingeix de baix alemany (groc). Les principals isoglosses, les línies de Benrath i Speyer, estan marcades en negre.

L'alt alemany inferior (en alemany: Mitteldeutsch, o molt menys sovint Zentraldeutsch) és un grup de dialectes de l'alt alemany que es parlen des de Renània fins a Turíngia, al sud del baix alemany i el baix fràncic i al nord de l'alt alemany superior. En els llibres antics, de vegades també se'l anomena Alemany mig.
L'alt alemany inferior es divideix en dos grups: l'occidental i l'oriental. L'alt alemany inferior es caracteritza per haver experimentat només la primera i quarta fases de la mutació consonàntica germànica.

## Classificació
- Llengües centreorientals (Ostmitteldeutsch)
  - Lausitzisch-Neumärkisch
  - Thüringisch
  - Obersächsisch
  - Nordobersächsisch
  - Schlesisch (principalment parlat a la Baixa Silèsia, a Polònia)
  - Hochpreußisch
- Llengües centreoccidentals (Westmitteldeutsch)
  - Mittelfränkisch
    - Ripuarisch
    - Moselfränkisch
      - Luxemburguès

  - Rheinfränkisch
    - Lothringisch (França)
    - Pfälzisch

  - Mittelhessisch
  - Osthessisch
  - Nordhessisch